# خفاش نعل‌بینی
نعل‌بینیان (Rhinolophidae) خانواده‌ای از جانوران از راستهٔ خفاش‌سانان‌ اند٬ که پوست ناحیهٔ بینی آنها در اطراف سوراخ‌های بینی گسترش یافته است. این گونه خویشاوندی نزدیکی با خفاش‌های برگ‌بینی بر قدیم دارد٬ و به شش زیرسرده و بسیاری از گونه‌ها تقسیم می‌شود. 
جد مشترک همهٔ خفاش های نعل‌بینی در ۴۰ تا ۳۴ میلیون سال پیش زندگی می‌کرده‌ است.